# Château de Luc
Le château de Luc est un château féodal situé à Luc en Lozère, dans l'ancienne province du Gévaudan. Il est aujourd'hui en ruine, mais depuis 1978, remis en valeur, par une association de sauvegarde, les Amis du château de Luc.

## Situation et description
Ce château est situé sur la commune de Luc, en Lozère, ancien village frontière entre le Vivarais et le Gévaudan, position très stratégique, gardienne de la voie Regordane, ce chemin très emprunté, entre autres, par les pèlerins de Saint-Gilles.
Dominant la vallée de l'Allier, construit sur un emplacement celtique, au pied de la forêt de Mercoire, il voit, non loin de là, le massif du Tanargue.
Construite entre le VIe au Xe siècles , les ruines encore visibles attestent la puissance de cette ancienne forteresse qui joua un rôle militaire important dans la région jusqu'à la première moitié du XVIIe siècle. Le bâtiment rectangulaire qui constitue le logis du château est largement appareillé en arête-de-poisson sur l'ensemble de ses façades.

## Histoire

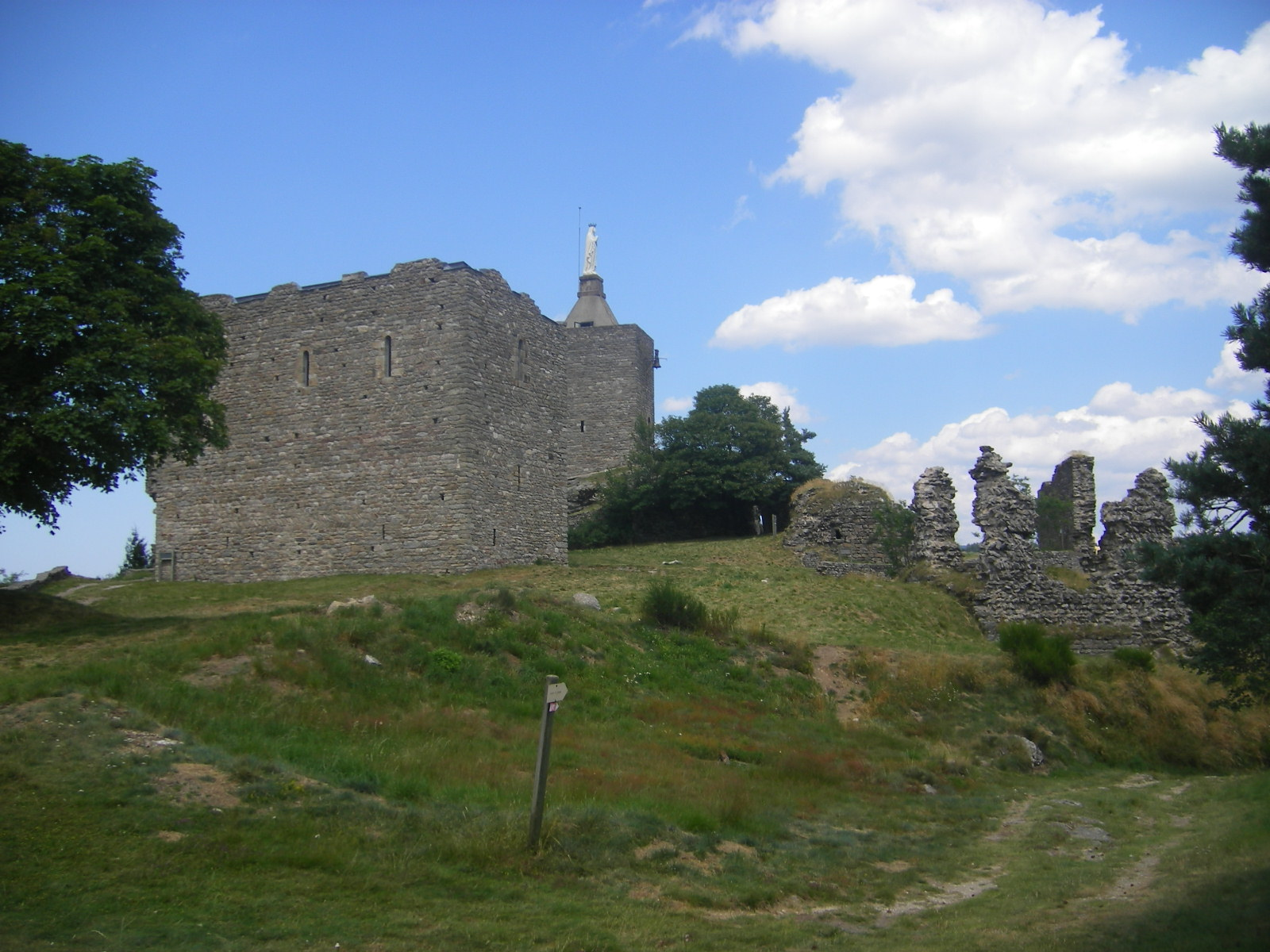
Vue générale.

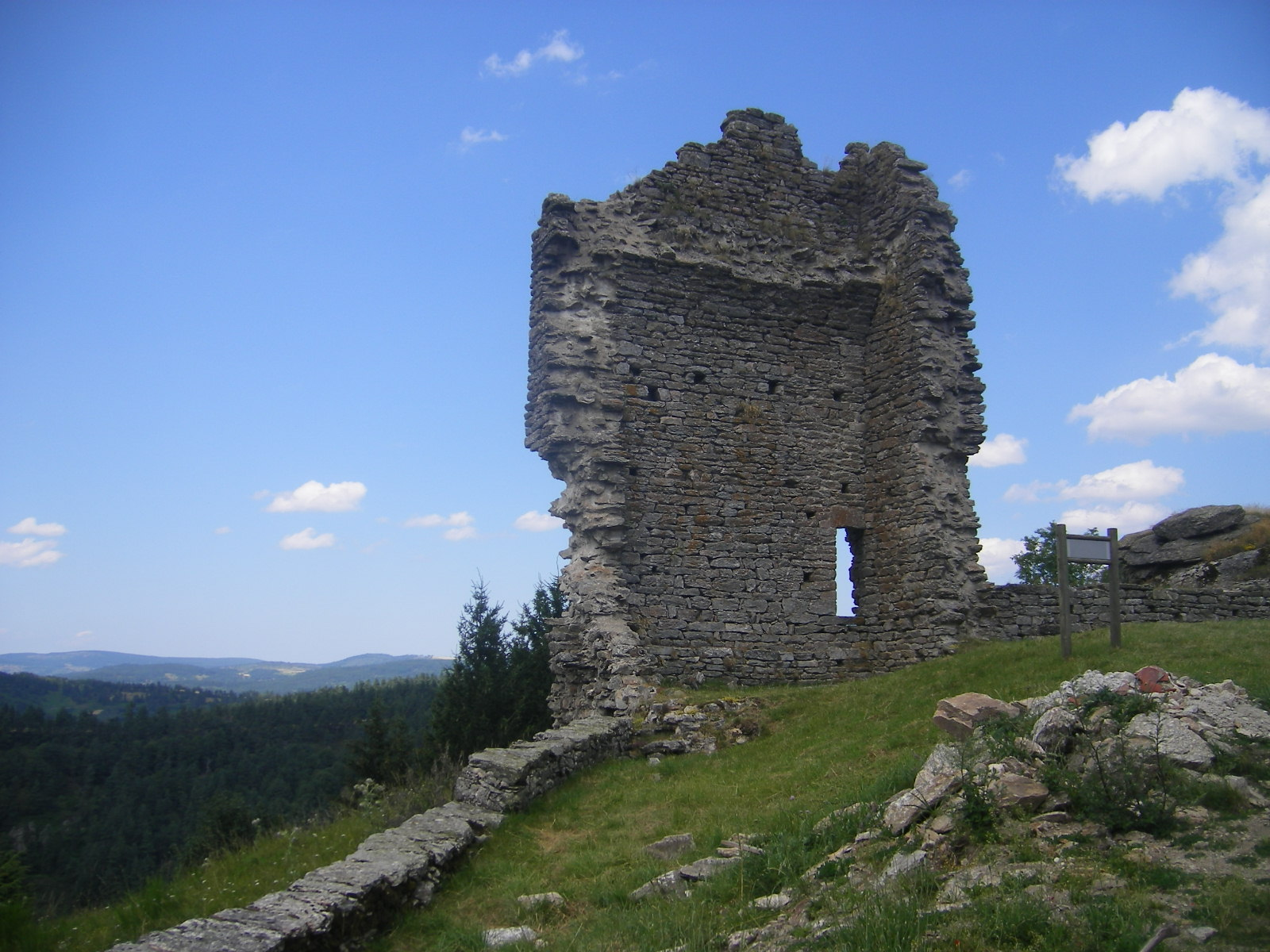
Un des murs en ruine.

Le château est tout d'abord une possession des seigneurs de Luc, devenus par le biais de mariages, liés aux barons de Randon (installés près de Rieutort-de-Randon puis au Châteauneuf-de-Randon), l'une des huit baronnies du Gévaudan et par leur intermédiaire à la Maison de Joyeuse. 
Il devient ensuite une possession des Polignac, bien que certaines parties dépendent de seigneurs voisins (une tour aux Agrain des Hubacs, une autre aux Bourbal de Choissinet).
En 1380, durant la guerre de Cent Ans, il est assiégé par une bande de routiers. Les habitants réfugiés là seront secourus par dix gentilshommes des alentours. Ils sont emmenés par trois seigneurs, dont Béraud d'Agrain des Ubas.
Durant les guerres de Religion du XVIe siècle, une garnison est installée là pour protéger cette partie du Gévaudan. Le château est ensuite détruit après 1630 sur la demande de Richelieu, comme il sera fait de celui de Châteauneuf-de-Randon et de Grèzes.
En 1878, le donjon est transformé en chapelle et la statue de la Vierge Marie présente encore à son sommet est alors installée.
Les ruines du château ont été inscrites monument historique le 10 février 1986.

## Sources et références
1. 1 2 3  « Château de Luc », notice no PA00103838, sur la plateforme ouverte du patrimoine, base Mérimée, ministère français de la Culture.
2. ↑  Le château de Luc, Office de Tourisme de Langogne - Haut Allier
3. ↑  Félix Buffière, Ce tant rude Gévaudan [détail des éditions], tome I, p. 350